# Mills Bomb
Pour les articles homonymes, voir Mills.
La Mills Bomb est une grenade à fragmentation britannique. Il s'agit de la grenade défensive standard de l'armée britannique, de la fin de 1915 à 1972.

## Historique

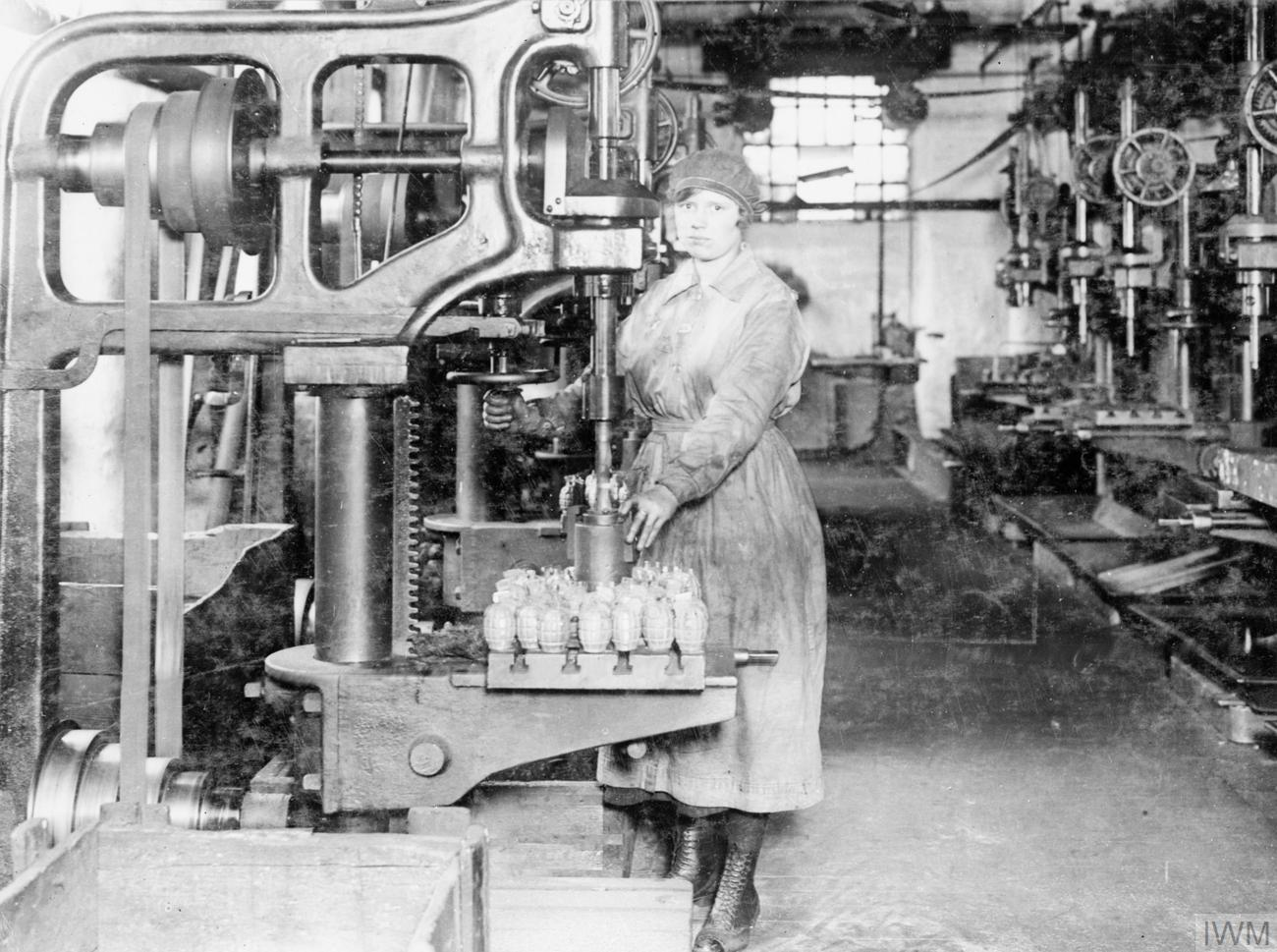
Fabrique de grenade Mills au Royaume-Uni durant la Première Guerre mondiale.

La grenade Mills tire son nom de l'ingénieur militaire britannique William Mills (en), qui l'a développée et améliorée à la Mills Munition Factory à Birmingham, mais pas inventée. Le principe de base de ce que deviendra la Mills est une idée originale d'un ingénieur belge, le capitaine Roland, qui en déposa le brevet en 1914. L'invasion et la retraite de l'armée belge jusque sur l'Yser ont fait céder le brevet de cette invention aux Britanniques par le gouvernement belge à titre de coopération à l'effort de guerre allié. Ce fut probablement la première grenade à système d'amorçage automatique produite en grande série.
La nomenclature britannique en matière de grenade étant relativement simple : la Mills No 5 était le cinquième type de grenades adopté par l'armée britannique, la Mills No 23 sera le 23e modèle et la Mills No 36, le 36e modèle adopté. Le système de production était très décentralisé, une centaine d'ateliers quasiment familiaux, disséminés un peu partout dans le Royaume-Uni, produisaient le corps de la Mills (la coque) et les base plugs (plaques filetées, épaisses, destinées à refermer la grenade après insertion du détonateur). Chacun des producteurs gravait son nom et sa raison sociale sur ces base plugs (ou « vis de fond »), surtout réalisées en laiton, parfois en acier ou en fer.
Ce fait explique la grande variété de vis de fond qui existèrent. Au fil de l'évolution de la guerre, plusieurs types et sous-variétés de la Mills ont été fabriqués et mis en service, aboutissant finalement à la grenade mixte (à main et à fusil) Mills No 36, qui a continué, tout en évoluant, à être utilisée comme la grenade défensive standard dans les forces armées britanniques et des armées du Commonwealth, jusqu'en 1940. À cette date, la grenade Mills cessa d'être utilisée dans sa version grenade à fusil, étant devenue obsolète. Le système de mise à feu, comportant les mécanismes d'allumage et le retardateur/détonateur (sis dans un logement latéral au percuteur), entraînait une explosion asymétrique de la grenade à cause d'un dysfonctionnement, la moitié du corps ne se fragmentait parfois pas durant l'explosion. Il n'empêche que cette grenade fut une des plus fiables et des plus simples jamais produites, ce qui explique sa longévité exceptionnelle. La fin de la carrière de la Mills dans l'armée anglaise date de 1972, tout en continuant d'être produite et utilisée dans les anciennes colonies britanniques ainsi que beaucoup de pays à faible revenu par habitant. Elle fut notamment utilisée lors de la troisième guerre indo-pakistanaise en 1971, au Nigéria durant la guerre du Biafra, plus récemment en Somalie, par l'armée et les rebelles qui s'opposent durant la guerre civile du Sri Lanka, ainsi que dans beaucoup de conflits régionaux.

## Mécanisme et fonctionnement

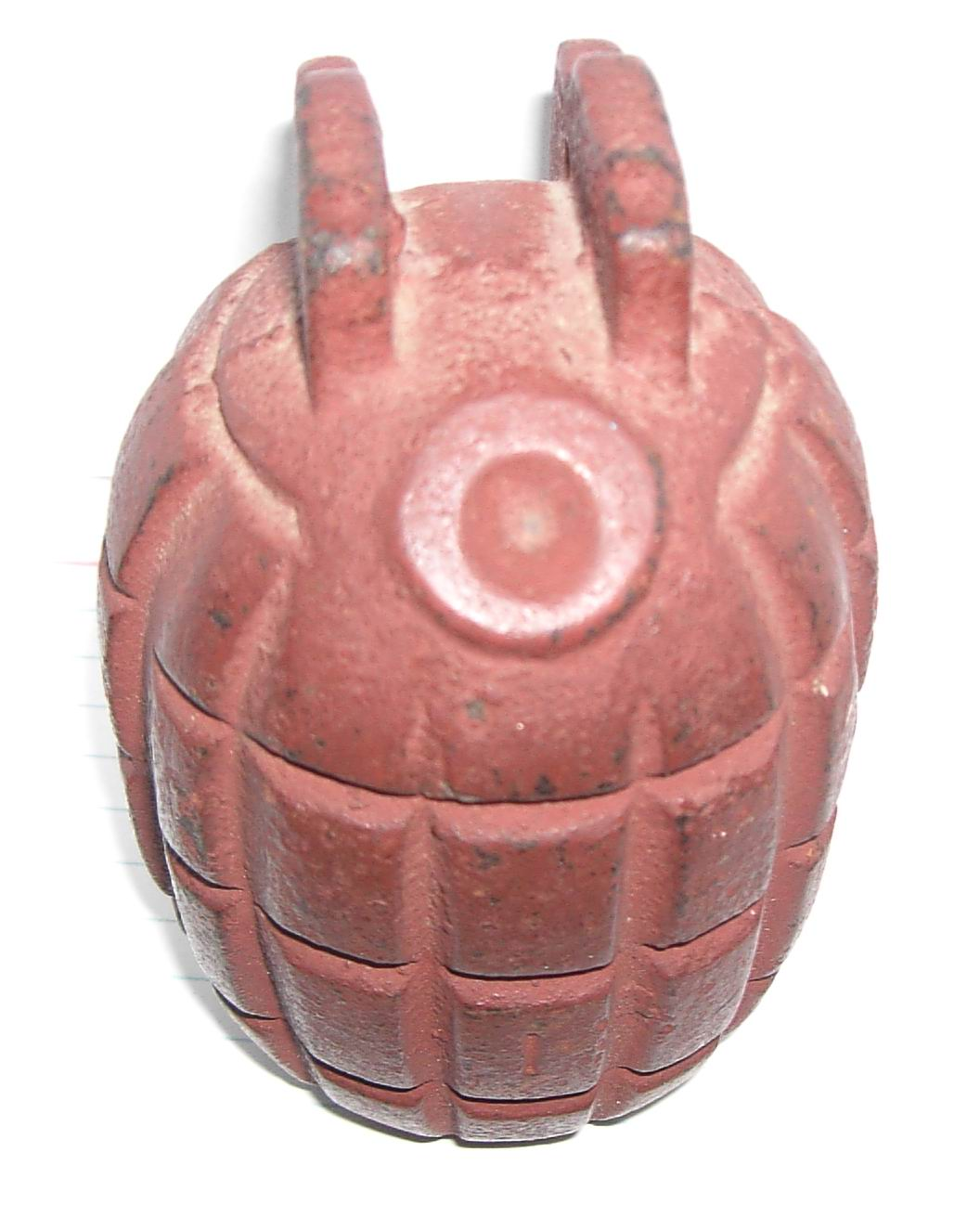
Corps de grenade Mills No 5, tel qu'il sortait de l'atelier de fonderie...
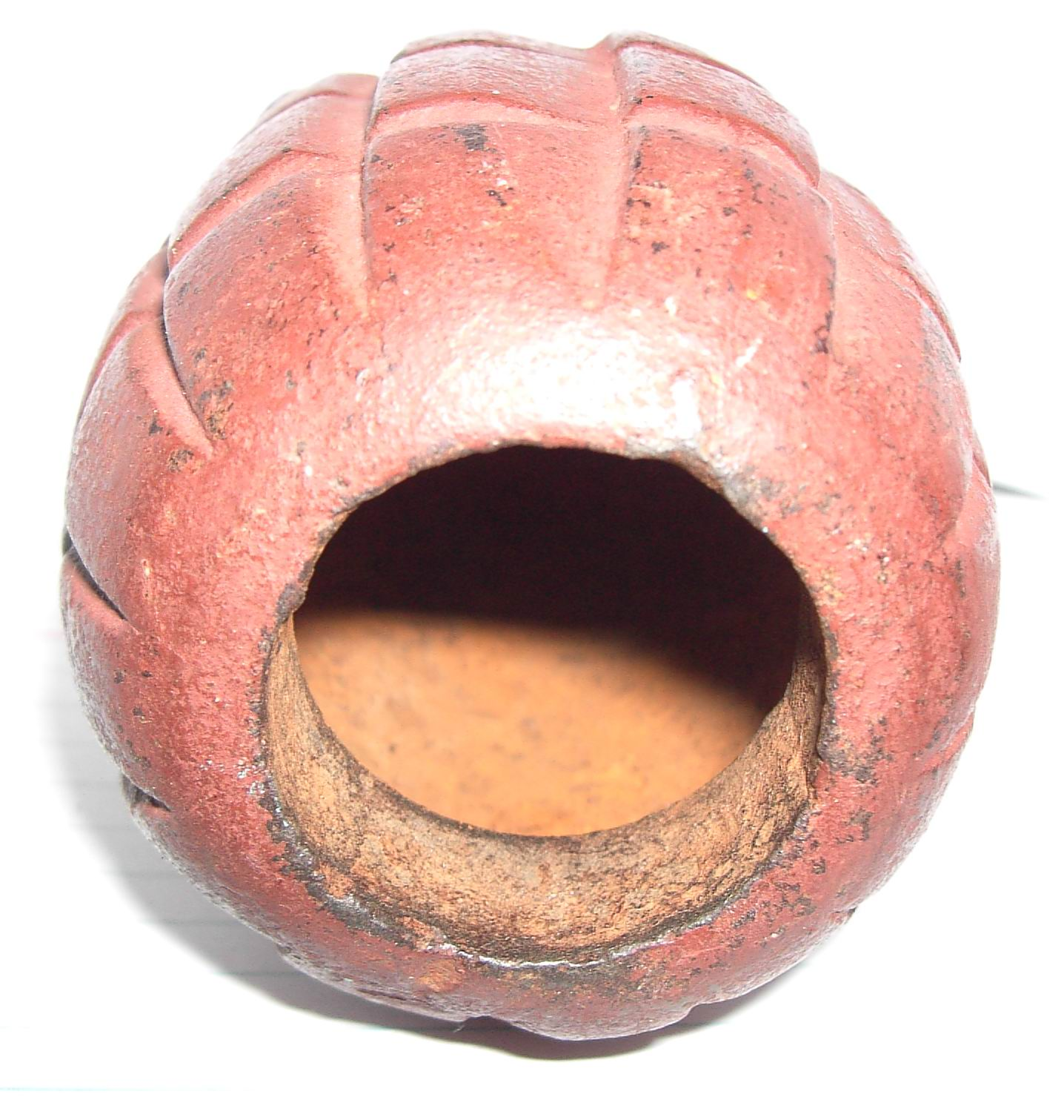
...sans usinage ni filetage.

Le corps de la grenade était en fonte moulée. Comme précisé dans la section précédente, cette pièce était fabriquée par une bonne centaine de sous-traitants, qui usinaient aussi les vis de fond en y apposant leur marque, parfois aussi sur la fonderie du corps. Ceci explique la diversité pléthorique des modèles de vis de fond.
Le principe de fonctionnement de la grenade défensive Mills Bomb est relativement simple. Au départ, on dispose d'un corps en fonte moulé, usiné et fileté. À l'intérieur du corps, par le bas, on vissait une pièce constituée de deux tubes en métal parallèles (en acier chromé dans les premières versions, puis en alliage de zinc). Le plus large des deux contenait le mécanisme de percussion, constitué d'un percuteur, comprimant un puissant ressort à boudin, et retenu en place par la cuillère placée à l'extérieur, elle-même maintenue par une goupille de sécurité. Quand la goupille est arrachée, la grenade n'est pas encore amorcée : le lanceur la maintient fermement dans sa main, gardant la cuillère en place. Quand le lanceur envoie la grenade, la cuillère est éjectée par le percuteur qui descend avec force dans son tube sous la pression du ressort à boudin. Une fois l'amorce frappée par le percuteur, elle allume le retardateur (un cordeau Bickford). Lorsque celui-ci finit de se consumer, il fait exploser le détonateur placé dans le tube parallèle, qui fait exploser la grenade.
| \| A B C D E F G H I J K L M \| |  | Vue d'une grenade Mills No 5 éclatée. |  | A : Corps B : Oreilles C : Goupille de sécurité D : Anneau de goupille E : Levier ou Cuillère F : Vis de fond G : Chambre d'expansion des gaz H : Ressort à boudin I : Percuteur J : Enclume K : Amorce L : Cordeau Bickford M : Détonateur |
| A B C D E F G H I J K L M       |  |                                       |  | |

| Composants de la Mills | Composants de la Mills | Composants de la Mills | Composants de la Mills |
| --- | --- | --- | --- |
| Tube cylindrique soudé sur un socle filetée. | Tube cylindrique soudé sur un socle fileté. | Percuteur cylindrique. | Percuteur cylindrique. |
| Exemple (abîmé) du premier modèle de tube central. Il manque le second tube, plus petit et soudé au plus grand, qui contenait le détonateur.                                   | Une nouvelle solution technologique fut adoptée : placer les deux tubes dans un autre tube, en alliage à base de zinc. Le détonateur se trouve toujours dans le plus petit tube. | Ce modèle de percuteur posait un problème : il n'y avait pas d'espace pour l'expansion des gaz, ce qui pouvait provoquer un « étouffement » lors de la mise à feu. | Ce second modèle était pourvu d'une large fente permettant une meilleure expansion des gaz dégagés dans l'intérieur du tube vers l'extérieur de la grenade. |
| Ressort rapproché et meulé. | Ensemble Amorce + Mèche + Détonateur. | Ensemble Amorce + Mèche + Détonateur. | Une vis et une grenade. |
| Puissant ressort maintenu comprimé par la goupille de sécurité (en liaison indirecte). Il était plus puissant que nécessaire, pour assurer une frappe de l'amorce sans faille. | L'amorce était la même que celles des cartouches de calibre .303 britanniques. Elle était reliée à un cordeau Bickford dont le temps de combustion était de 5 secondes à +/- 4 dixièmes de seconde près. Cette mèche lente était reliée au détonateur : un cylindre de cuivre rempli de fulminate de mercure. L'explosion du détonateur faisait détoner la charge principale. | L'amorce était la même que celles des cartouches de calibre .303 britanniques. Elle était reliée à un cordeau Bickford dont le temps de combustion était de 5 secondes à +/- 4 dixièmes de seconde près. Cette mèche lente était reliée au détonateur : un cylindre de cuivre rempli de fulminate de mercure. L'explosion du détonateur faisait détoner la charge principale. | Le remplissage de la grenade en explosif se faisait par une ouverture dans le sommet du corps de la grenade, ensuite refermée par une vis.                  |

Le type d'explosif employé pouvait aisément être déterminé par l'emploi d'un code couleur :
- Bande rouge : alumatol (pl), abelite, cilferite
- Bande rouge + bande verte : amatol
- Bande rouge + bande rose : ammonal, bellite

## La sérieMillsNo5
Il s'agit de la première série de cette grenade qui fut développée. Elle entra en service administrativement fin 1915 / début 1916. Elle a été produite sous 3 modèles, dont au moins deux ne diffèrent que par la forme de la cuillère. C'était une grenade à main, sans possibilité de l'utiliser comme grenade à fusil.

### MillsNo5Mk I
|                                     |  |                                                   |
| Grenade N°5 Mk I issue de fouilles. |  | Représentation d'un crochet « arrache goupille ». |

Du fait de l'étroitesse des trous de passage de la goupille dans les oreilles du corps de grenade, la goupille était volontairement très dure à retirer (pour des raisons de sécurité). De ce fait, les soldats utilisaient fréquemment un « arrache goupille », petit outil usiné muni d'un crochet qui permettait l'arrachage de la goupille. Les Mills No 5 étaient livrées par caisses de 12 unités (les mèches lentes et les détonateurs étaient séparés), et chaque caisse contenait des crochets.
En cliquant sur la photo, vous verrez des détails permettant d'identifier à coup sûr cette grenade : le premier modèle de cuillère, assez fragile, et une vis de fond en acier ou en fer.

### MillsNo5Mk II
| Améliorations de la Mk II par rapport à la Mk I | Améliorations de la Mk II par rapport à la Mk I | Améliorations de la Mk II par rapport à la Mk I |
| ----------------------------------------------- | ----------------------------------------------- | --- |
| Cuillière incurvée.                             | Cuillière incurvée.                             | La Mills no 5 Mk II est différente de la Mk I par l'ajout de deux plis de rigidité dans la cuillère, la rendant nettement plus solide, et sécurisant un peu plus l'ensemble de la grenade. |
| Grenade de profil.                              | Grenade de dos.                                 | Exemplaire parfaitement conservé de Mills No 5 Mk II, quoique dépourvu des bandes de peinture indiquant le type du chargement explosif. |
| Vis de fond en laiton.                          | Vis de fond en laiton.                          | Les informations inscrites sur cette vis de fond en laiton sont explicites : - « No 5 Mk I » (les vis de fond où est gravée l'inscription « Mk II » sont quasiment introuvables) ; - « 10/16 », qui signifie que la vis a été fabriquée en octobre 1916 ; - « Mills Pattent », qui signifie que l'atelier produit sous licence, avec l'autorisation de la firme Mills ; - sur le pourtour de la partie basse, on peut lire le nom du fabricant: MM & CO B'ham, qui signifie Mills Munitions et Compagnies, Birmingham. |

## La sérieMillsNo23
Deuxième série de Mills produite, le corps était plus allongé et pointu, sa destination première étant d'être une grenade à fusil. Pour cet usage, on avait remplacé la vis de fond lisse comportant deux échancrures par une vis percée de 3 trous (ou d'un seul, suivant la version) et de deux rainures latérales, pour pouvoir la visser solidement à l'aide de n'importe quel outil (le côté non tranchant d'une baïonnette faisant l'affaire). Le trou central était fileté de manière à pouvoir y visser une baguette métallique de 14 cm de long. La grenade ainsi équipée était insérée dans un tromblon en tôle emboutie, que l'on plaçait sur la baïonnette du Lee-Enfield britannique, la baguette étant directement insérée dans le canon de l'arme. Une cartouche spéciale, ne comportant pas de balle et à charge propulsive modifiée, était chargée à la place d'une cartouche classique.
Avant le tir, le lanceur arrachait la goupille de la grenade, la cuillère restant en place, maintenue par la paroi du tromblon, puis il s'agenouillait, plaçait son fusil crosse sur le sol et estimait l'angle nécessaire pour que la grenade atteigne les lignes ennemies, puis faisait feu. Le retard avant l'explosion était de 5 secondes jusqu'en 1917 et a ensuite été porté à 6 secondes.

### MillsNo23Mk I
La fonderie du corps avait été légèrement modifiée, de telle sorte que la cuillère vienne s'encastrer dans le corps de la grenade.
| |  | |
| Ce type de vis de fond comporte un trou fileté central et deux rainures pour le serrage de la vis à l'aide d'un outil spécial. |  | Cet outil était livré dans chaque caisse de grenades ; il servait à serrer la vis de fond de la grenade après introduction du détonateur. |

### MillsNo23Mk II
La différence entre la Mk I et la Mk II est l'adjonction d'un pli de rigidité au milieu de la cuillère pour la rendre plus solide. Autre différence, la vis de fond comporte souvent un méplat caractéristique, mais pas obligatoire, car on trouve des No 23 Mk II avec un fond plat et des Mk III avec un fond à méplat de Mk II.
| Cet exemplaire, en parfait état de conservation, garde encore des traces de la bande de peinture rouge indiquant le chargement de la grenade. On voit bien la cuillère, caractéristique des N°23 Mk II. |  | Le modèle de vis de fond vissé sur cette grenade est assez peu courant. Il y a 3 trous alignés : les deux extrêmes pour l'outil de serrage et le central, fileté, pour l'insertion de la baguette pour le tir au fusil. |  | La grenade, dotée de sa baguette pour le tir au fusil. |
| Cet exemplaire, en parfait état de conservation, garde encore des traces de la bande de peinture rouge indiquant le chargement de la grenade. On voit bien la cuillère, caractéristique des N°23 Mk II. |  | Le modèle de vis de fond vissé sur cette grenade est assez peu courant. Il y a 3 trous alignés : les deux extrêmes pour l'outil de serrage et le central, fileté, pour l'insertion de la baguette pour le tir au fusil. |  | La grenade, dotée de sa baguette pour le tir au fusil. |

### MillsNo23Mk III
|                                                       |  |  |
| Nouvelles conceptions de la cuillère et du percuteur. |  |  |

C'est sur la No 23 Mk III qu'apparaissent les modifications qui seront adoptées, en 1918, sur la No 36. (La No 36 restera un demi-siècle en service.)
Changements par rapport à la version Mk II :
- Le percuteur usiné est remplacé par un modèle beaucoup plus simple, qui ne comporte qu'une fente pour le logement de la cuillère ;
- La cuillère est réduite à une simple plaquette d'acier emboutie et cintrée ;
- La vis de fond comporte souvent une empreinte hexagonale pour pouvoir la visser ou la dévisser à l'aide d'une simple clef Allen (ou clé six-pans).

| Grenade de profil. | Grenade de dos. | Grenade, vue de dessous. |
| Cette No 23 Mk III est particulière : elle a été entièrement chromée ! Beaucoup de grenades de la Première Guerre mondiale ont été chromées pour pouvoir les exposer simplement sur une cheminée, à titre de souvenir. Cette grenade possède une autre particularité, purement militaire cette fois : elle a une goupille de sécurité, modèle rare sur les grenades anglaises de l'époque. La vis de fond utilisée pour la Mk III est la même que pour la Mk II, mais ses informations d'identification correspondent bel et bien à celle d'une Mk III. On peut y lire : - « K », entouré de 2 points : c'est la marque du fabricant : A.Kenrick & Sons, West-Bromwich ; - sur la partie saillante de la vis, on lit la date de fabrication : 7-18 (juillet 1918) ; - sur le pourtour inférieur, le type de grenade : No 23 Mk III. |                 |                          |

## LaMillsNo36

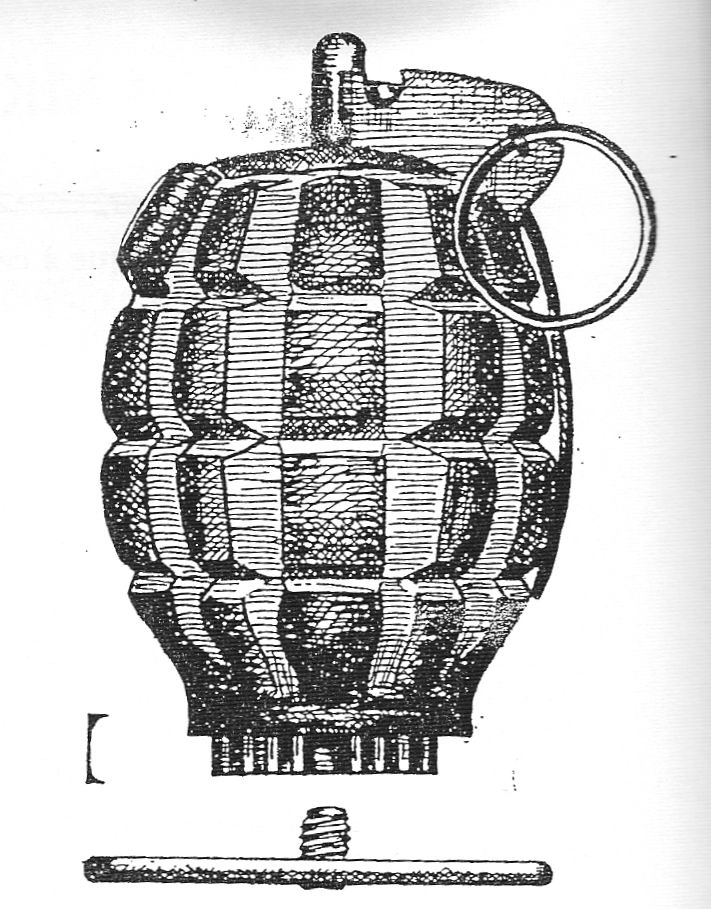
Mills No 36, quand on lui ajoutait sa plaque pour le tir au fusil (surnommée Gas Checker par les britanniques).

La Mills No 36 constitue le point d'orgue de l'évolution de la Mills Bomb. Lorsqu'elle est sortie en été 1918, elle fut prévue comme grenade mixte, pouvant être lancée à la main ou à partir d'un fusil. Pour permettre le tir au fusil, le corps de la grenade avait été légèrement élargi, pour que la grenade reste stable dans le tromblon de lancement.La grenade, en forme de citron quadrillée, était en fonte, et remplie de Baratol (explosif a base de TNT).
Dans sa version « grenade à fusil », on n'utilisait plus de baguette, mais un disque de 6,3 cm qui était vissé dans le trou central fileté de la vis de fond. Le délai avant l'explosion était de 7 secondes. En fait, il existait deux types de détonateurs : un pour l'usage « grenade à main », avec un délai de 5 secondes, et un pour l'usage « grenade à fusil » avec un délai de 7 secondes. On pouvait les différencier à leurs couleurs. Le poids d'une Mills No 36 était d'environ 630 grammes chargée, un diamètre avoisinant 6,5 cm et une hauteur d'un peu plus de 9,5 cm.

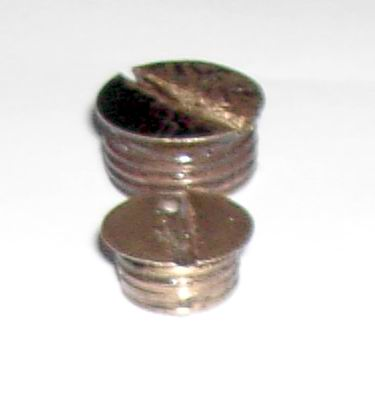
Au-dessus, une vis de No 36, en bas, une vis de No 23.

Une autre modification visible est l'allongement des oreilles de maintien de la cuillère. L'orifice de remplissage fut agrandi et décalé un peu plus vers le bas, pour permettre le remplissage en explosif plus rapide et plus aisé.
Les vis de fond britanniques de la fin de la Première Guerre mondiale étaient très souvent réalisées en laiton. Elles comportaient aussi – et cette caractéristique est restée jusqu'à la fin de leur carrière – un striage de l'extérieur de la vis de fond, pour permettre une manipulation plus aisée. La forme générale du corps a aussi été modifiée, comportant maintenant un cintrage à la base.
Durant la Première Guerre mondiale, autour de 75 000 000 de grenades Mills, tous types confondus, furent produites. Après l'armistice de 1918, seule la No 36 resta en service, durant un demi-siècle, longévité étonnante pour une grenade, d'autant plus qu'elle était loin d'être parfaite. Mais sa simplicité de fabrication et sa fiabilité hors du commun ont très certainement joué un rôle majeur dans cette longévité exceptionnelle.

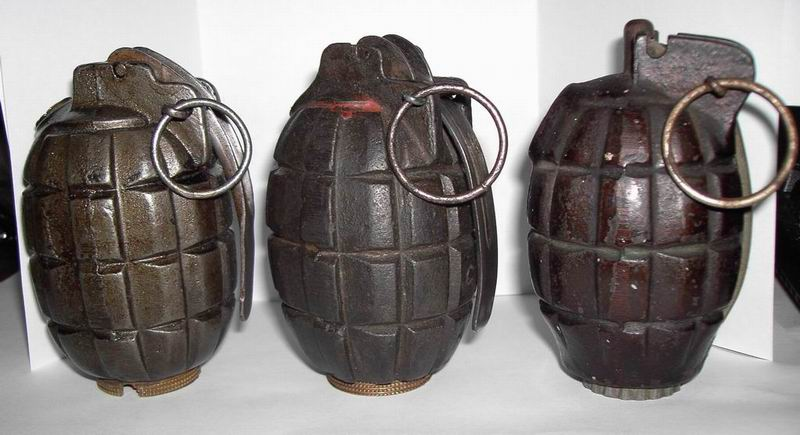
De gauche à droite : No 5, No 23, No 36.

## LaMillsNo36de 1918 à nos jours
| |  |  |
| À gauche : une des rares vis de fond réalisées en laiton durant la Seconde Guerre mondiale (ici, en 1943). Le fabricant dont le sigle est 'AF' n'est pas identifié. À droite : vis de fond d'après-guerre (1958). |  |  |

Après 1918, le Royaume-Uni et son Empire colonial ont conservé la Mills No 36, que l'on ne désignera plus désormais que sous le nom de Mills – les modèles No 5 et No 23 ayant cessé d'être produits. Les Mills de la Seconde Guerre mondiale ont des vis de fond en acier, 1 % seulement furent usinées en laiton. La Mills sera adoptée comme grenade standard, car peu coûteuse et simple à produire (ce qui compensait largement ses défauts). Les forces armées belges a également adopté cette grenade, jusque dans les années 1965-1970.
Durant la Seconde Guerre mondiale, la Mills fut utilisée sur tous les théâtres d'opération : de l'invasion de la Malaisie, de la bataille de Hong Kong et en Birmanie, jusqu'à la campagne de Norvège, la campagne de France, en passant par la guerre du Désert en Afrique du Nord, l'Italie et les Balkans. Elle subit des modifications techniques destinées à la maintenir à jour. Par exemple, l'amorce, qui était simplement celle de la cartouche britannique .303, fut remplacée par celle de la cartouche de .22.
Les explosifs utilisés évoluèrent également. Durant la Seconde Guerre mondiale, les explosifs utilisés étaient principalement le TNT et l'amatol. Une Mills chargée à l'amatol était peinte d'une bande verte tout autour de son centre. Celles qui étaient spécialement préparées pour le climat chaud et humide asiatique, portaient des croix rouges autour de la tête de la grenade. Elle fut aussi utilisée durant les conflits d'après-guerre, lors de la décolonisation, pour être supplantée, petit à petit, par d'autres grenades plus performantes dans l'armée britannique, et pour finir par être déclassée en 1972.
Elle fut fabriquée et utilisée par tant de pays que l'on en trouve encore des versions assez exotiques. L'Inde a, par exemple, remplacé la vis de remplissage à fente unique par une vis à pans hexagonaux en creux (nécessitant une clef Allen pour la retirer ou la visser). Elle est encore aujourd'hui utilisée par nombre de guérilleros dans le monde et toujours produite par les pays les moins avancés, tant son coût de production est peu élevé et est simple à produire.
Elle est également devenue une grenade de collection, ses variantes et producteurs étant très nombreux, il est très difficile de réunir toutes les Mills d'un même modèle et d'une même époque. La Mills Bomb est la grenade, toutes versions confondues, la plus produite et ayant eu la durée de vie la plus longue de l'Ère contemporaine.
| Photographies de la Mills No 36 | Photographies de la Mills No 36 | Photographies de la Mills No 36 |
| --- | --- | --- |
| Grenade de profil. | Grenade, vue de dessous. | Grenade de profil. |
| Mills datant de 1940, en excellent état de conservation. Fabricant inconnu. Les vestiges des croix rouges autour de la partie supérieure sont encore visibles, indiquant qu'elle est apte à un service en pays tropical, et quelques traces de peinture verte autour de la partie centrale, indiquant probablement que sa charge explosive était de l'amatol (explosif très utilisé par les Anglais). | Mills datant de 1940, en excellent état de conservation. Fabricant inconnu. Les vestiges des croix rouges autour de la partie supérieure sont encore visibles, indiquant qu'elle est apte à un service en pays tropical, et quelques traces de peinture verte autour de la partie centrale, indiquant probablement que sa charge explosive était de l'amatol (explosif très utilisé par les Anglais). | Mills de 1942. La teinte brune luisante du corps vient d'un vernis destiné à les rendre étanches et les protéger de la rouille. Une goutte de cire était souvent déposée à la tête du percuteur, juste sous sa liaison avec la cuillère. |
| Grenade de face. | Grenade de profil. | Grenade, vue de dessous. |
| Mills complète de 1942, fabricant VADIS (Davis & Brockelsburry). Il s'agit d'une des rares grenades, dont tous les composants sont du même fabricant. Les croix rouges autour du sommet et la bande verte sont encore bien visibles, preuves de bonnes conditions de conservation. | | |